# Loígis
Loígis es el nombre de una tribu irlandesa, llamada así por los estudiosos contemporáneos. Anteriormente, los historiadores solían llamar a la tribu Laoighis o Laeighis en irlandés, anglicanizado como Leix (latinizado Lagisia). Loígis es también el nombre del territorio en Leinster occidental que habitó la tribu en el tercer siglo de nuestra era, y del reino menor que los jefes Loígis gobernaron hasta 1608. El condado de Laois deriva su nombre de Loígis, pese a que el condado actual abarca baronías tradicionalmente no vinculadas al territorio de Loígis.

## Contexto
El nombre Loígis proviene del nombre del primer jefe de la tribu, Laigse(un)ch, Laeighsech, o Loígsech. Textos históricos transcriben el nombre completo del jefe de diferentes formas como Lugaid Laigsech; Lugaid Loígsech Cennmár; Lugaid Laigseach, y Laigsech Ceandmar. Un análisis del siglo XIX dice que Laeighsech Cenn-mor y Lugaidh Laeighsech eran de hecho dos individuos distintos, el primero siendo padre del último. Laeighsech Cenn-mor, que era hijo  del afamado Conall Cernach, sería el padre del antepasado epónimo de la trubo, Lugaidh Laeighsech. Una glosa del siglo XII o XIII sobre el nombre de la tribu afirma que Loígsech proviene de lóeg secha. La palabra lóeg, literalmente 'ternero o cervato', tiene el significado figurado de 'favorito o querido', mientras secha significa  'más que; encima o más allá'.
Antes de emigrar a Leinster, los Loígis pertenecían a los Dál nAraidi, una confederación de tribus que afirmaba descender de un antepasado Fiachu Araide (Fachtna Araide). Los Dál nAraidi eran parte de los Cruthin, un pueblo cuyo nombre se relaciona etimológicamente con los Pictos, a pesar de que los historiadores actuales han puesto en cuestión que hubiera alguna relación cultural o lingüística entre los Cruthin irlandeses y los Pictos escoceses.
Los Loígis recibieron su territorio del rey de Leinster en recompensa por contribuir militarmente a la expulsión de la ocupación de Munster de Leinster occidental. Un registro de aquella campaña aparece en el Foras Feasa ar Éirinn (La Historia de Irlanda) de Geoffrey Keating. Otro relato de comienzos del siglo XVII aparece en la traducción de McGeoghegan de los Anales de Clonmacnoise. La campaña se data aproximadamente en el siglo III. A pesar de que los Loígis eran originarios del Úlster, Lugaidh Laeighsech dirigió su tribu a la guerra en el sur a petición de su padre adoptivo, Eochaid Find Fuath nAirt. Inicialmente el rey de Leinster, Cu Corb, había buscado la ayuda militar de Eochaid, cuyo sobrino, Art mac Cuinn, el Rey Supremo de Irlanda, había exiliado a Eochaid poco antes. Según una fuente, el Rey Supremo había desterrado a su tío por introducir una cabeza humana en Tara y profanar un festín real. Otro relato dice que Art exilió a Eochaid por matar a sus hermanos, Connla y Crionna. Independientemente de la razón por la que abandonara Meath, Eochaid llevó a su hijo adoptivo (dalta) Lugaidh Laeighsech a aliarse con el rey de Leinster, que consiguientemente cedió a los Loígis los territorios reconquistados a Munster. Del mismo modo, Eochaid recibió territorios en los Condados de Kildare, Wicklow, y Carlow para la tribu Fothart, que recibió su nombre en su honor (Eochaid Find Fuath nAirt).
Como compensación por expulsar a los hombres de Munster del territorio de Leinster, los Loígis recibieron no solo el territorio que llevaría su nombre, sino también ciertos derechos hereditarios que el rey de Leinster otorgó a los jefes de la tribu, que fueron reconocidos desde entonces como reyes de Loígis (ríg Laíchsi/ rí Laí[gh]si) por derecho propio. En muchas de estas concesiones se hablaba de que existían siete Loígis de Leinster (secht Loíchsi Lagen), que recibirían la denominación de siete septos de Leix por los ingleses en el siglo XVII. El rey de Leinster accedió, por ejemplo, a mantener como empleados a siete de los seguidores del rey de Loígis, mientras que el último aceptaba proporciona siete bueyes y mantener siete escuadrones de guerreros para luchar por el rey de Leinster. Los etimologistas Ingleses han mantenido desde el siglo XVIII que la sept, que se aplica específicamente a la estructura de clanes irlandesa, se deriva del latín septum latino, y significa literalmente 'seto o valla' y figuradamente 'división'. Un historiador del siglo XIX sugirió, no obstante, que sept podría derivarse del latín septem,  'siete', y argumentó que el número siete tenía una importancia relevante para los pueblos de origen Cruthin o Picto, como los Loígis, que invariablemente dividían sus tribus en siete partes. Los Loígis mantuvieron tal división en siete hasta que las autoridades inglesas los trasladaron a Kerry en 1608.
Los Loígis ya había sido identificados con el número siete en un poema atribuido a Mael Mura de Othain (fl. siglo IX), quizá el texto más antiguo en mencionar a la tribu. No obstante, ningún texto nombra explícitamente los siete septos antes de 1607, cuando  fueron identificados como los "Moore y sus seguidores, los Kellies, Lalors, Clanmelaughlins, Clandebojes, Dorans, y Dolins". Esto aparece en un informe enviado al Consejo Privado por Arthur Chichester (1563-1625), donde el Lord Diputado de Irlanda, afirma que las endémicas rebeliones de la isla estaban inspiradas principalmente por los siete septos del condado de la reina. Entre estos siete, el septo de Moore afirmaba que habían sido jefes de los Loígis de manera ininterrumpida desde el reinado de Lugaidh Laeighsech, a pesar de que el apellido Moore aparece en el siglo XI. Los Anales de los Cuatro Maestros registran el asesinato de Cernach Ua Mórdha, (Cernach, nieto de Mordha) en 1018, de donde se deriva el apellido O'More o Moore. El linaje de los reyes de Loígis (Genelach Rig Laigsi) del Libro de Leinster dice que Cernach era hijo de Ceinneidigh, que era hijo de Morda ["Cernaig m Ceinneidig m Morda"].
No fue hasta finales del siglo XIX cuando los siete Loígis fueron identificados definitivamente con un grupo de apellidos, formado por los "O'Mores, O'Kelly, O'Lalors, O'Devoys o O'Deevys, Macavoys, O'Dorans, y O'Dowlings". Con la excepción de los O'Devoys o los O'Deevys y los Macavoys, el informe de Chichester de 1607 informe nombraba a los otros cinco apellidos. En un tratado de 1608 con los ingleses, los jefes de los septos renunciaban a sus propiedades hereditarias en el condado de la reina a cambio de nuevas concesiones en el condado de Kerry. Solo seis familias firmaron el acuerdo: concretamente, los "Moore, los Kellies, los Lalours, los Dorans, los Clandeboys, y los Dowlins". Clandeboys y Clandebojes, eran una variante del nombre de Macavoy/McEvoy. El acuerdo no menciona a ningún representante de los O'Devoy/Deevy.